# Prinzregentenbrunnen

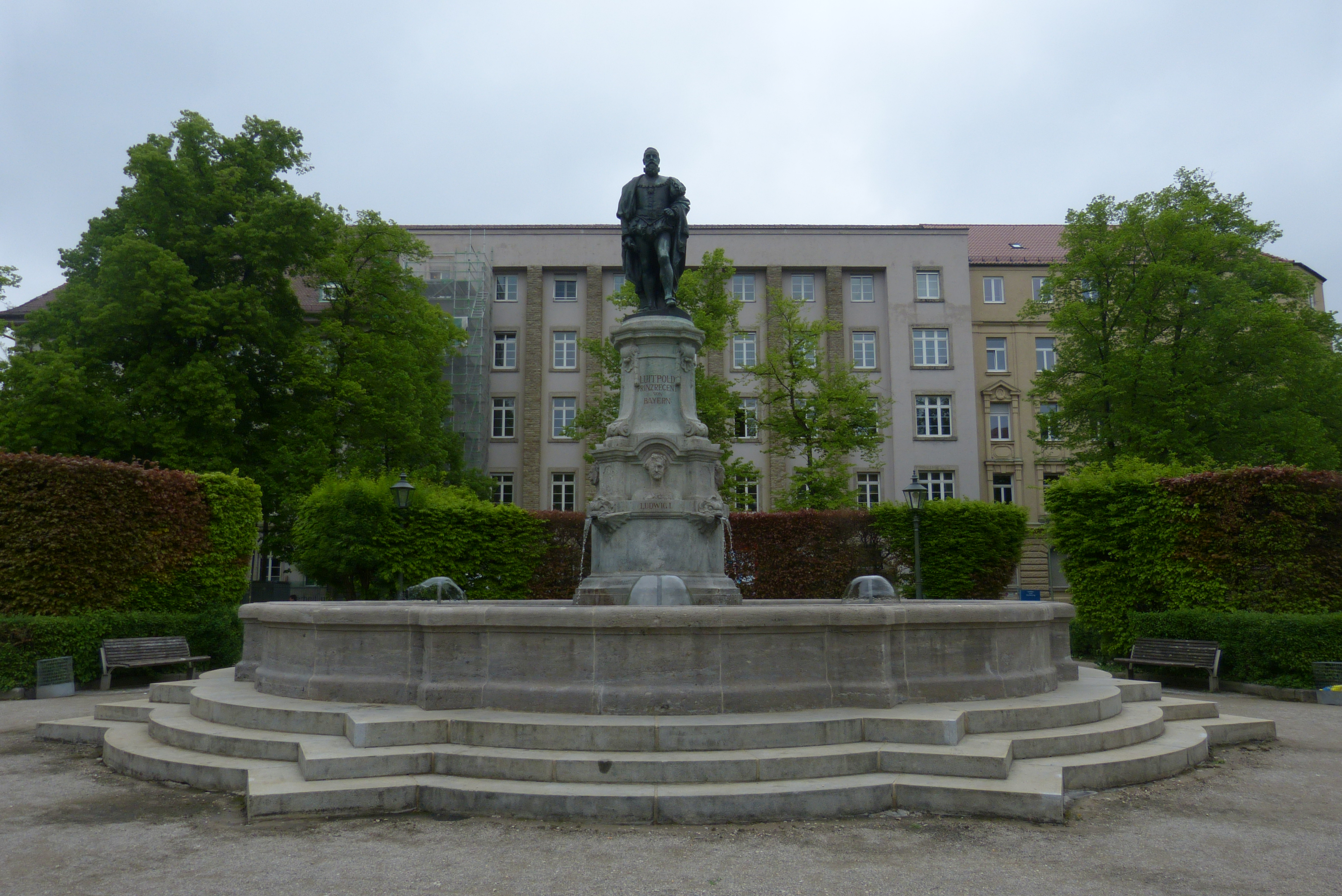
Blick auf den Prinzregentenbrunnen

Der Prinzregentenbrunnen ist ein zu Ehren des bayerischen Prinzregenten Luitpold errichteter Brunnen im Bahnhofsviertel von Augsburg. Er befindet sich auf dem Prinzregentenplatz und ist ein Baudenkmal.

## Geschichte
Ende des 19. Jahrhunderts beschloss der Augsburger Stadtmagistrat, dem seit 1886 regierenden Prinzregenten zu seinem 80. Geburtstag (1901) ein Denkmal in Form eines Monumentalbrunnens zu errichten. Als Standort wurde eine Freifläche auf dem Gelände des ehemaligen Schnurbeinschen Gartengutes ausgewählt. Den Auftrag für den Entwurf der gesamten Brunnenanlage erhielt der Münchner Bildhauer Franz Bernauer. Gefertigt wurde die Figur anschließend in der Bronzewarenfabrik des Augsburger Unternehmers Ludwig August Riedinger. Am 12. März 1901 erfolgte die Grundsteinlegung und 1903 fand die feierliche Enthüllung statt.
Die Bronzestatue des Brunnens wurde während des Zweiten Weltkriegs aus Augsburg entfernt und nach Hamburg verbracht. Dort entging sie knapp dem Einschmelzen und konnte 1950 wieder auf den Brunnen gestellt werden.

## Erscheinungsbild

### Brunnen und Bronzestatue

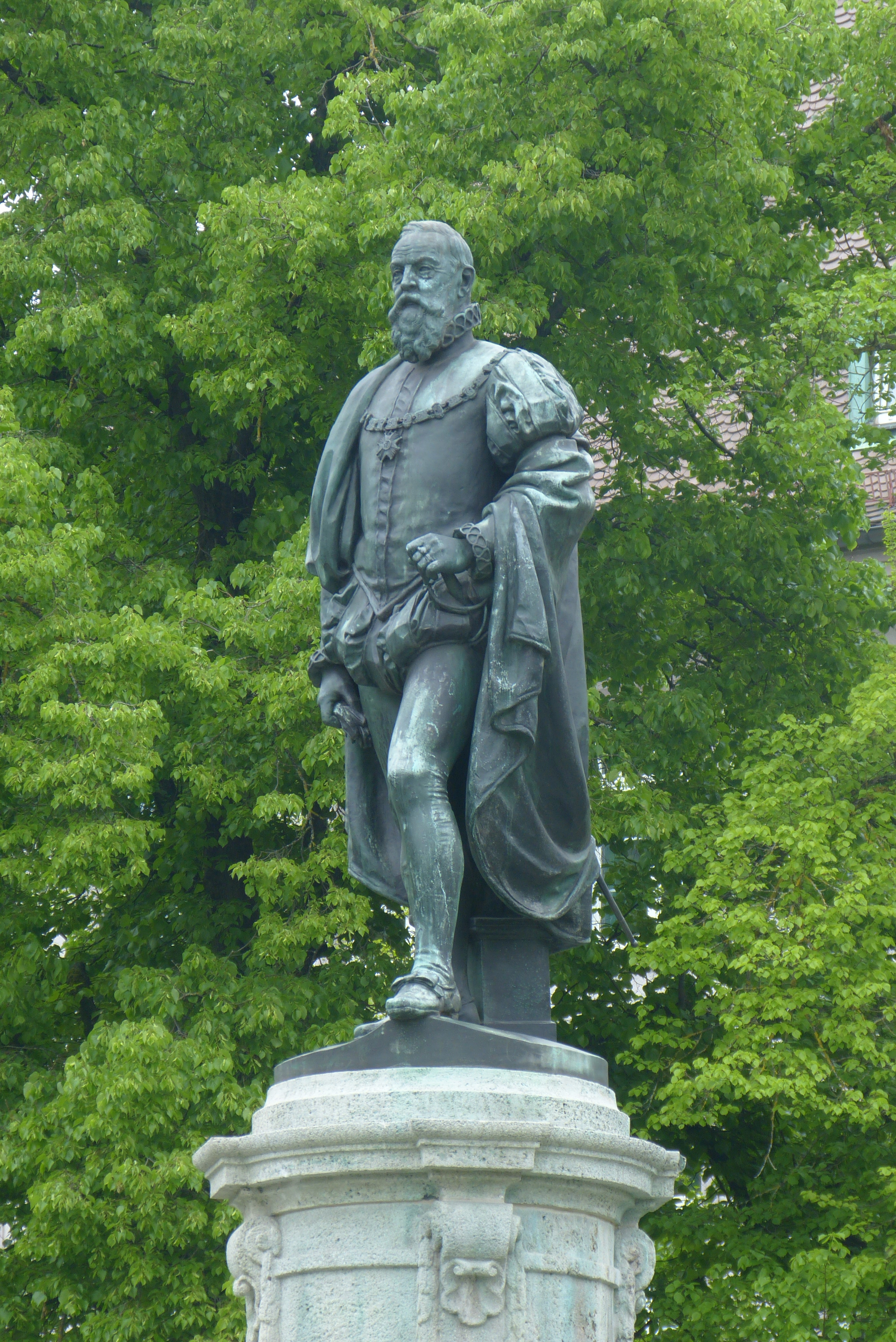
Prinzregent Luitpold

Der Brunnen besteht aus einem mit Granitstufen eingerahmten Bassin aus Muschelkalk mit einem Durchmesser von 13 Metern.
In der Mitte des Bassins erhebt sich ein achteckiger Piedestal. Auf diesem steht die 867 kg schwere und 2,6 Meter hohe Bronzefigur des Prinzregenten. Die Statue stellt den Prinzregenten in der Tracht eines Hubertusordensritters dar.
Rund um den Piedestal sind vier Trichterfontänen angeordnet.

### Piedestal
Auf der Vorderseite des steinernen Piedestals steht als Inschrift in Versalien geschrieben „Luitpold Prinzregent von Bayern“.
Darunter sind an den vier breiten Seiten des Piedestals Hochreliefs der Vorgänger des Prinzregenten abgebildet. Nach vorne weist das Porträt König Ludwigs I., nach links König Maximilian II., nach rechts König Max Joseph I. und nach hinten König Ludwig II.
An den diagonalen Ecken des Piedestals befinden sich Wasserspeier in Form von Delfinköpfen.

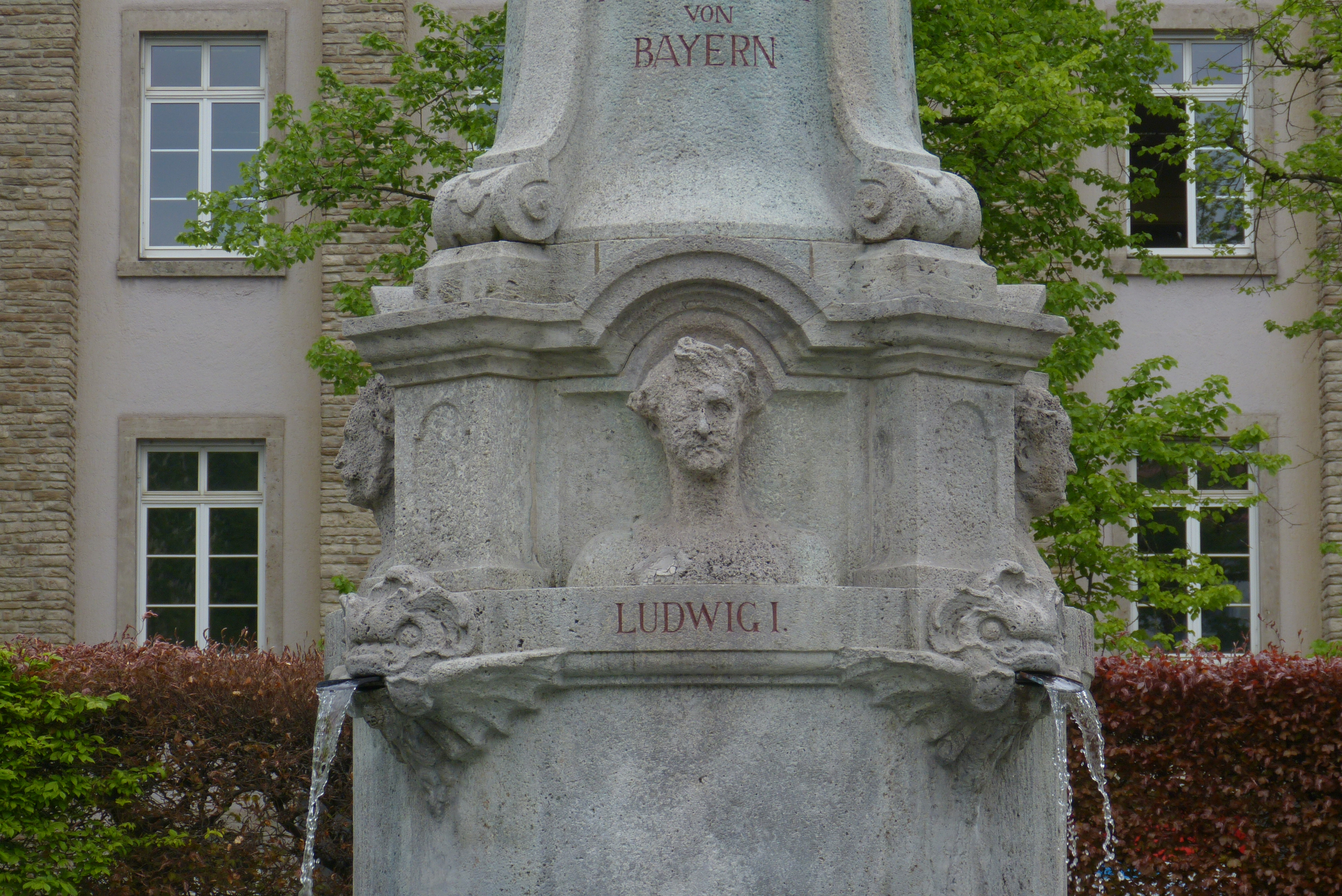
Ludwig I. (vorne)
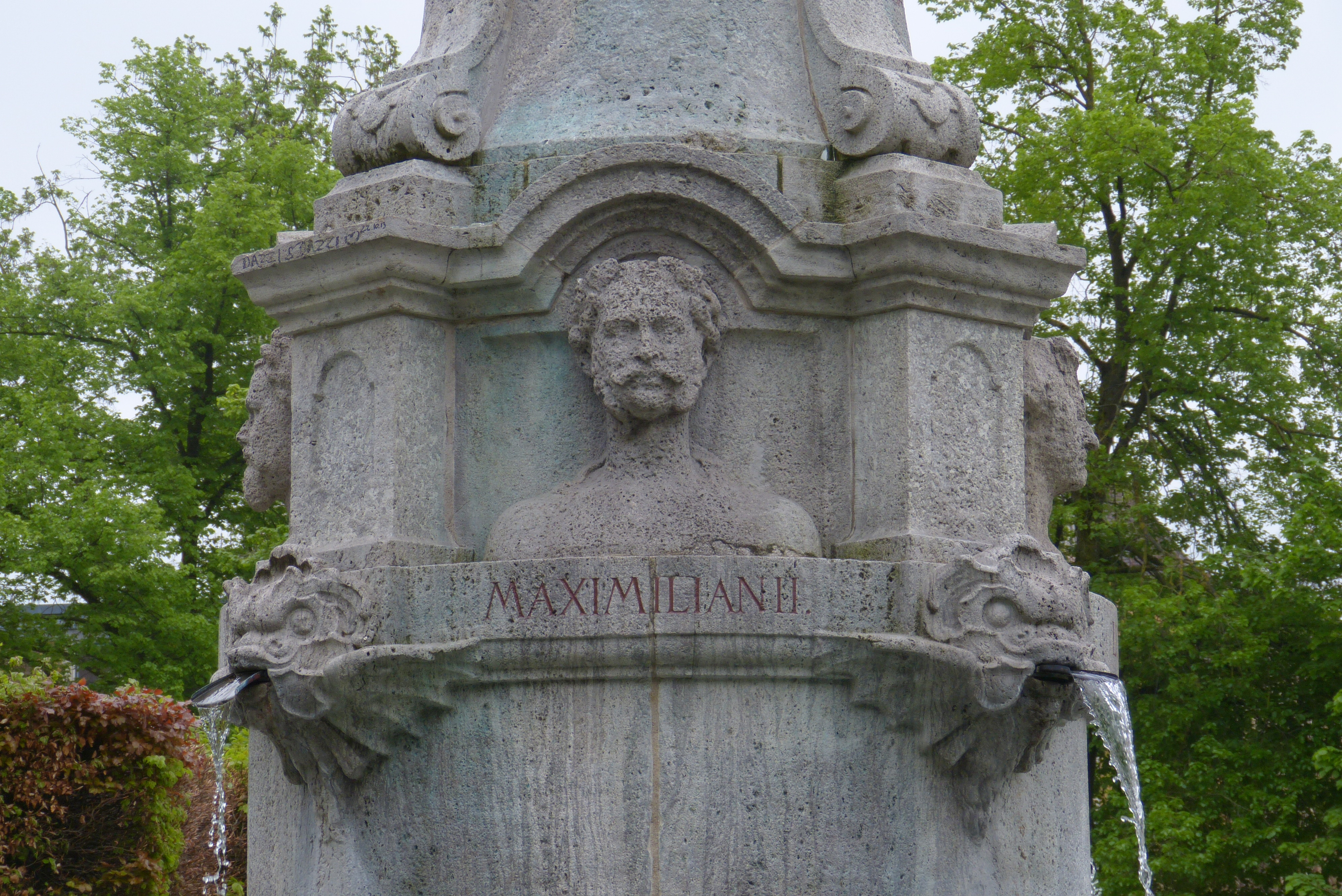
Maximilian II. (links)
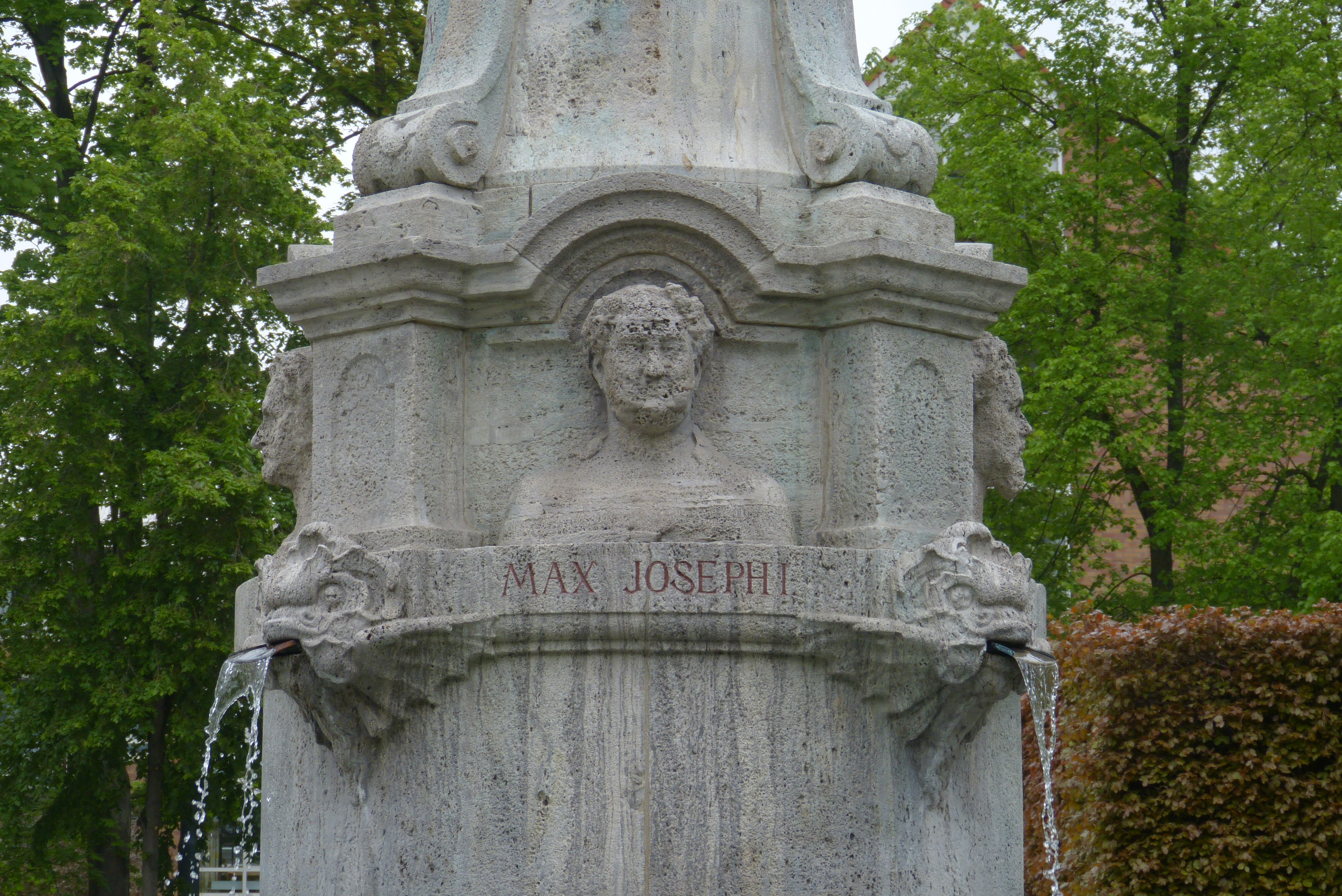
Max Joseph I. (rechts)
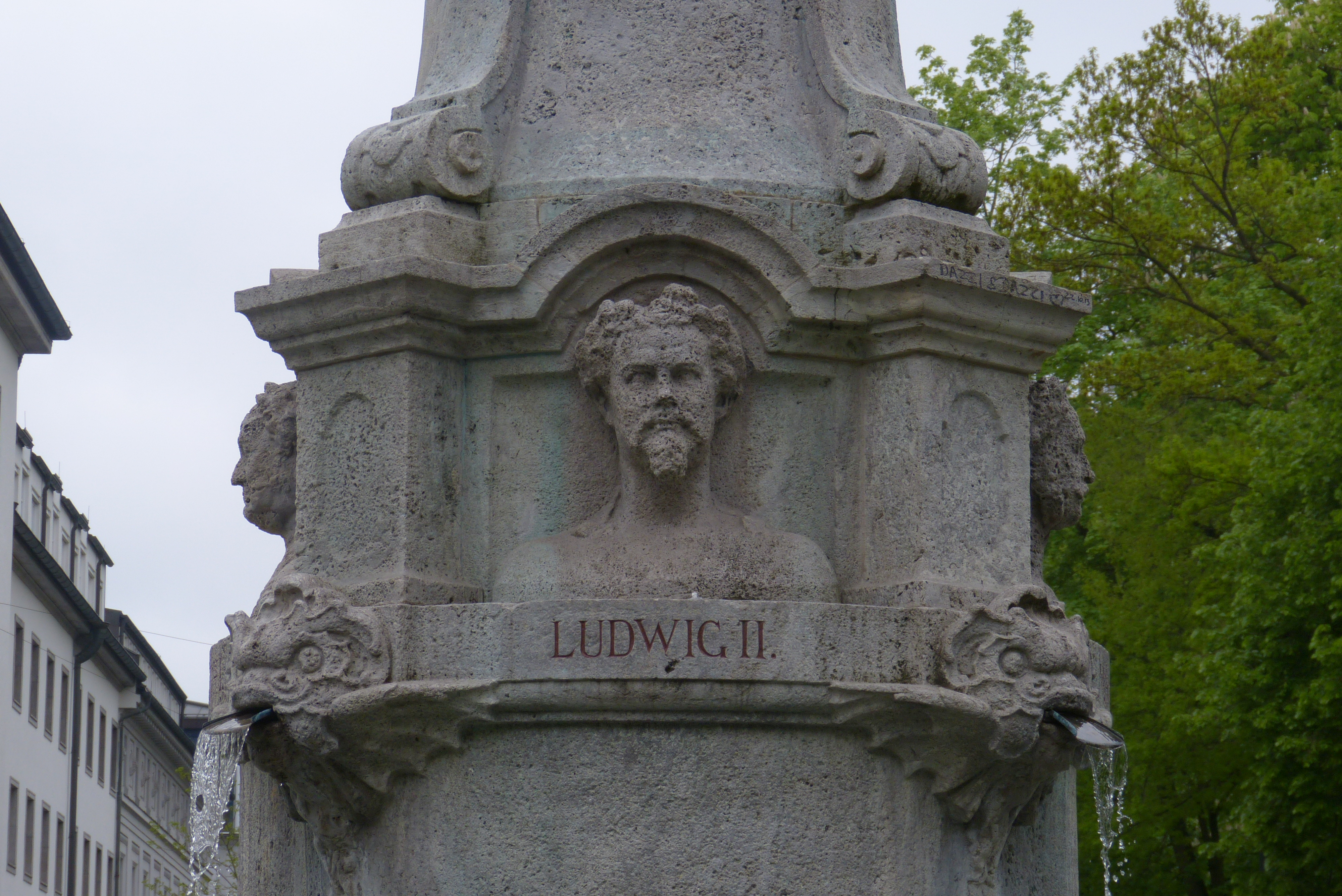
Ludwig II. (hinten)